# Maio I Orsini
Maio I Orsini (zm. ok. 1238) – lub Mateusz Orsini, pierwszy hrabia Kefalenii w latach 1194–1238.

## Życiorys
W 1185 roku Normanowie sycylijscy zorganizowali wielką wyprawę przeciwko Cesarstwu Bizantyńskiemu, zajmując Dyrrachion, wyspy: Korfu, Kefalinia i Zakintos (Zante), a także po krótkim oblężeniu Tesalonikę. Wprawdzie jeszcze w tym samym roku zostali dwukrotnie pobici przez Bizantyńczyków i musieli porzucić większość zdobytych terenów. Jednak wysp Kefalenii i Zante nie udało się już jednak Cesarstwu Bizantyjskiemu odzyskać. W 1194 roku, po śmierci teścia i pokonaniu przeciwników, cesarz Henryk VI Hohenstauf koronował się w Palermo na króla Sycylii przejmując tym samym władzę nad terytoriami Normanów sycylijskich. Przygotowania do szeroko zakrojonej akcji przeciwko Bizancjum rozpoczął od powierzenia w 1194 roku Maio Orsiniemu władzę nad Kefalenią, Zante i Itaką. Cesarz zmarł w trzy lata później we wrześniu 1197, a Maio Orsini prowadząc przez ponad 40 lat elastyczną politykę zmian sojuszy doprowadził do okrzepnięcia i usamodzielnienia się nowego państwa.
W wyniku rozpadu po 1204 roku Cesarstwa Bizantyńskiego na szereg drobnych zwalczających się państw zniknął najpotężniejszy przeciwnik niewielkiej Kefalenii. Jednak już w 1206 roku pobliską Korfu zajęli Wenecjanie i podjęli próbę uzależnienia od siebie Kefalenii. Maio Orsini uznał się wówczas za podległego papieżowi, ostatecznie jednak dwa lata później musiał uznać zwierzchnictwo Wenecji. Około 1213 roku znajdujące się w ręku weneckim Korfu i Dyrrachion zdobył Michał I Angelos, pierwszy władca Epiru.
Od tego czasu datują się ściślejsze związki Maio Orsiniego z Epirem przypieczętowane ślubem z siostrą Teodora Dukasa Komnena, Anną. Jednocześnie Maio nie zaniedbywał związków z Hohenstaufami. W 1228 roku podejmował u siebie udającego się na wyprawę krzyżową Fryderyka II Hohenstaufa. Rok później poprowadził mu na pomoc siły przysłane przez Teodora Dukasa Komnena, wówczas już cesarza Tesaloniki. Związki z Angelosami trwały do 1236 roku, kiedy władca Wysp Jońskich uznał zwierzchnictwo Księcia Achai, Godfryda II Villehardouina.
Po jego śmierci władzę objął w Kefalenii jego syn Maio II Orsini.